# NGC 4673
NGC 4673 ist eine 13,1 mag helle Elliptische Galaxie vom Hubble-Typ E2 im Sternbild Haar der Berenike am Nordsternhimmel. Sie ist schätzungsweise 306 Millionen Lichtjahre von der Milchstraße entfernt und hat einen Durchmesser von etwa 90.000 Lichtjahren.
Im selben Himmelsareal befinden sich u. a. die Galaxien NGC 4670 und NGC 4692.
Das Objekt wurde am 6. April 1785 von Wilhelm Herschel mit einem 18,7-Zoll-Spiegelteleskop entdeckt, der sie mit „vF, S“ beschrieb.